# Noroy-sur-Ourcq
Noroy-sur-Ourcq település Franciaországban, Aisne megyében. Lakosainak száma 126 fő (2022. január 1.). Noroy-sur-Ourcq Ancienville, Chouy, Faverolles, Marizy-Sainte-Geneviève és Troësnes községekkel határos.

## Népesség
A település népességének változása:
| Lakosok száma | 84   | 76   | 91   | 147  | 140  | 135  | 130  | 127  | 128  | 126  |
|               | 1968 | 1982 | 1990 | 2006 | 2013 | 2015 | 2017 | 2019 | 2020 | 2022 |